# 朝鲜铁道
朝鮮鐵道株式會社是朝鮮日治時期设立在朝鲜半岛的一个的铁路公司，已于1945年9月解散。1946年5月，駐朝鮮美國軍政廳正式下令將朝鮮鐵道轄屬之各路線收歸韓國國鐵（現今為韓國鐵道公社）所有。

## 歷史
- 1923年9月1日 - 朝鮮中央鐵道、南朝鮮鐵道、西鮮殖產鐵道、朝鮮森林鐵道、朝鮮產業鐵道、兩江拓林鐵道6家鐵路公司宣佈合併重組為朝鮮鐵道株式會社，由大川平三郎擔任社長。
- 1945年9月 - 公司解散。
- 1946年5月17日 - 路線國有化。[1]

## 管理路线

### 標準軌
- 慶北線（金泉 - 慶北安東）
- 慶南線（馬山 - 晋州、現在為慶全線的一部分，1931年國有化[2]）
- 全南線（松汀里 - 潭陽、現在為光州線的一部分）
- 忠北線（鳥致院－忠州）

### 窄軌
- 咸北線（古茂山 - 茂山、茂山線的前身）
- 慶東線（大邱 - 蔚山 - 浦項 - 鶴山、改為標準軌後的大邱線全線、中央線及東海南部線的一部分，1928年國有化。[2]）
- 黃海線（1944年國有化[2]）
- 京東線（現為水驪線、水仁線）